# شهرستان اوست-کامچاتسکی
شهرستان اوست-کامچاتسکی (به لاتین: Ust-Kamchatsky District) یک شهرستان در روسیه است که در سرزمین کامچاتکا واقع شده‌است.